# Den nya kvinnostaden
Den nya kvinnostaden är en bok av Nina Burton. Den blev nominerad till Augustpriset bland fackböckerna 2005.
Priskommitténs motivering var:
Samtidigt som feminismen hamnat under aktualitetens snäva medialupp, målar Nina Burton upp en regnbåge av kreativa kvinnor som under 2000 år försökt vrida sig ur rollen som objekt för att ta plats som subjekt. En elegant skriven, personligt reflekterande, encyklopediskt nyttig, indignationsfri och fascinerande krönika om "halva mänskligheten".
Bokens titel syftar på  Kvinnostaden, en bok från 1405 av Christine de Pisan.